# 魏敦山
魏敦山（1933年5月30日—），中国工程院院士，建筑设计专家，教授级高级工程师。浙江省慈溪县人。

## 简历
1955年，毕业于上海同济大学。
曾担任上海市建筑师学会副会长。
2001年，当选为中国工程院院士。
现担任上海建筑设计（集团）顾问总建筑师。

## 荣誉
- 1994年，“中国工程设计大师”称号。
- 埃及国家“埃及一级军事勋章”，由埃及总统穆巴拉克亲自授予。
- 2000年，全国第九届优秀工程设计金奖。
- 2000年12月，首届“梁思成建筑奖”。